# Зовнішня мембрана

Структура мітохондрії:
1) Внутрішня мембрана
2) Зовнішня мембранна
3) Кріста
4) Матриця (матрикс)

Зовнішня мембрана — зовнішній шар мембрани грам-негативних бактерій, хлоропластів та мітохондрій. Друга мембрана називається внутрішньою або, у випадку бактерій, цитоплазматичною. Зовнішня мембрана використовується щоб підтримувати форму органели, що міститься в її межах, та служить бар'єром проти певних небезпечних факторів для бактерій.
Зовнішня мембрана грам-негативних бактерій має незвичайну структуру. Зовнішній листок мембрани містить складні ліпополісахариди, чия ліпідна частина діє як ендотоксин. Якщо ендотоксин патогенних бактерій входить до кровоносної системи, він викликає отруйну реакцію організму хворого, яка часто супроводжується підвищенням температури і частоти дихання та гіпотонією. Це може привести до ендотоскинного шоку, який може бути фатальним.
Цікаво, що у мітохондрій та хлоропластів структура зовнішньої мембрани нагадує структуру внутрішньої мембрани бактерій, з яких вони ймовірно походять, і навпаки.